# Bunkercomplex Overvoorde
Der Bunkercomplex Overvoorde in Rijswijk wurde 1940 im Zweiten Weltkrieg von den Deutschen angelegt. Er besteht aus einer Reihe von Bunkern, die der Luftwaffe als Funkhorchstelle dienten.

## Geschichte

### Deutsche Besatzung

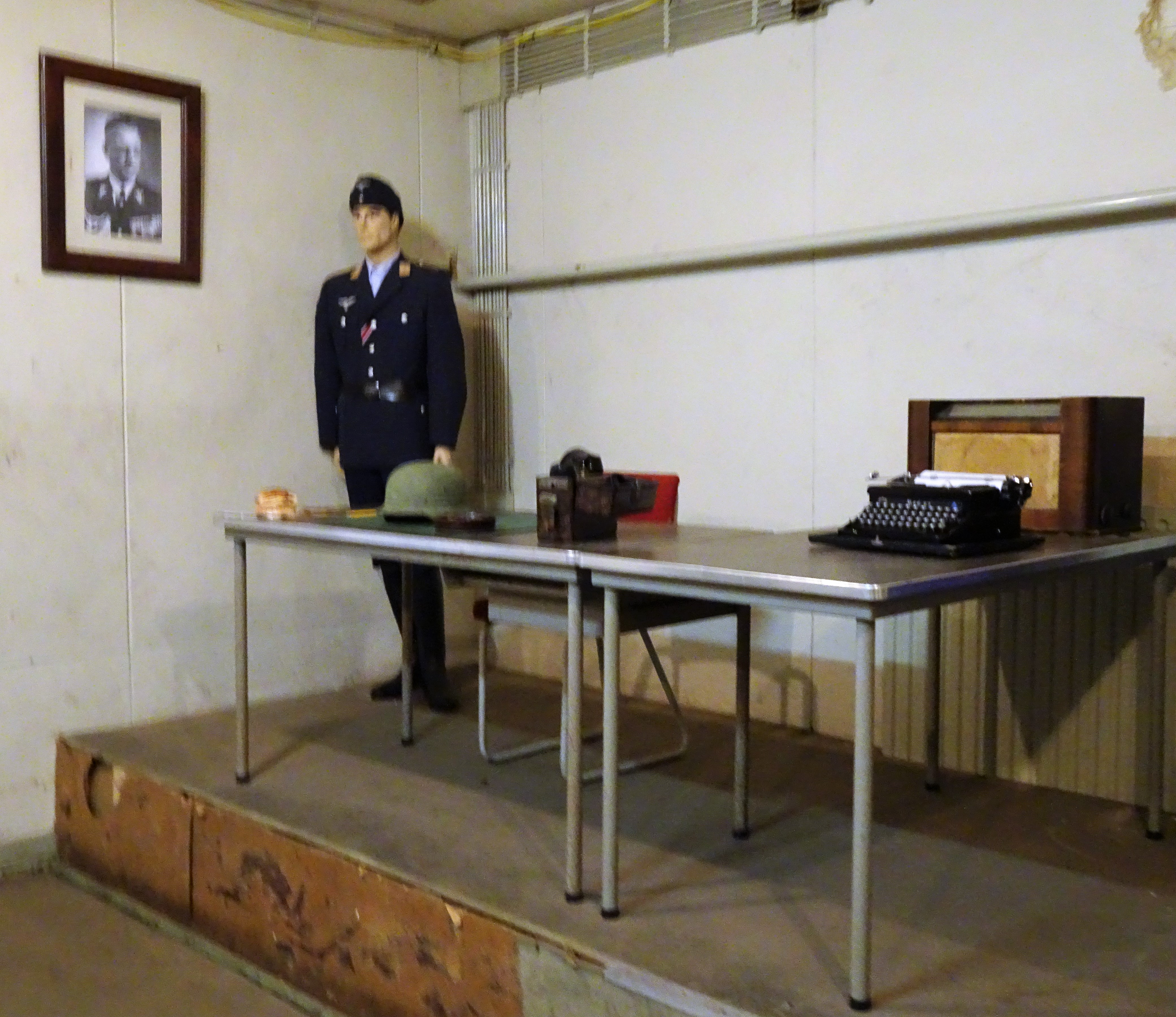
Bunkereinrichtung im Bunkercomplex Overvoorde.

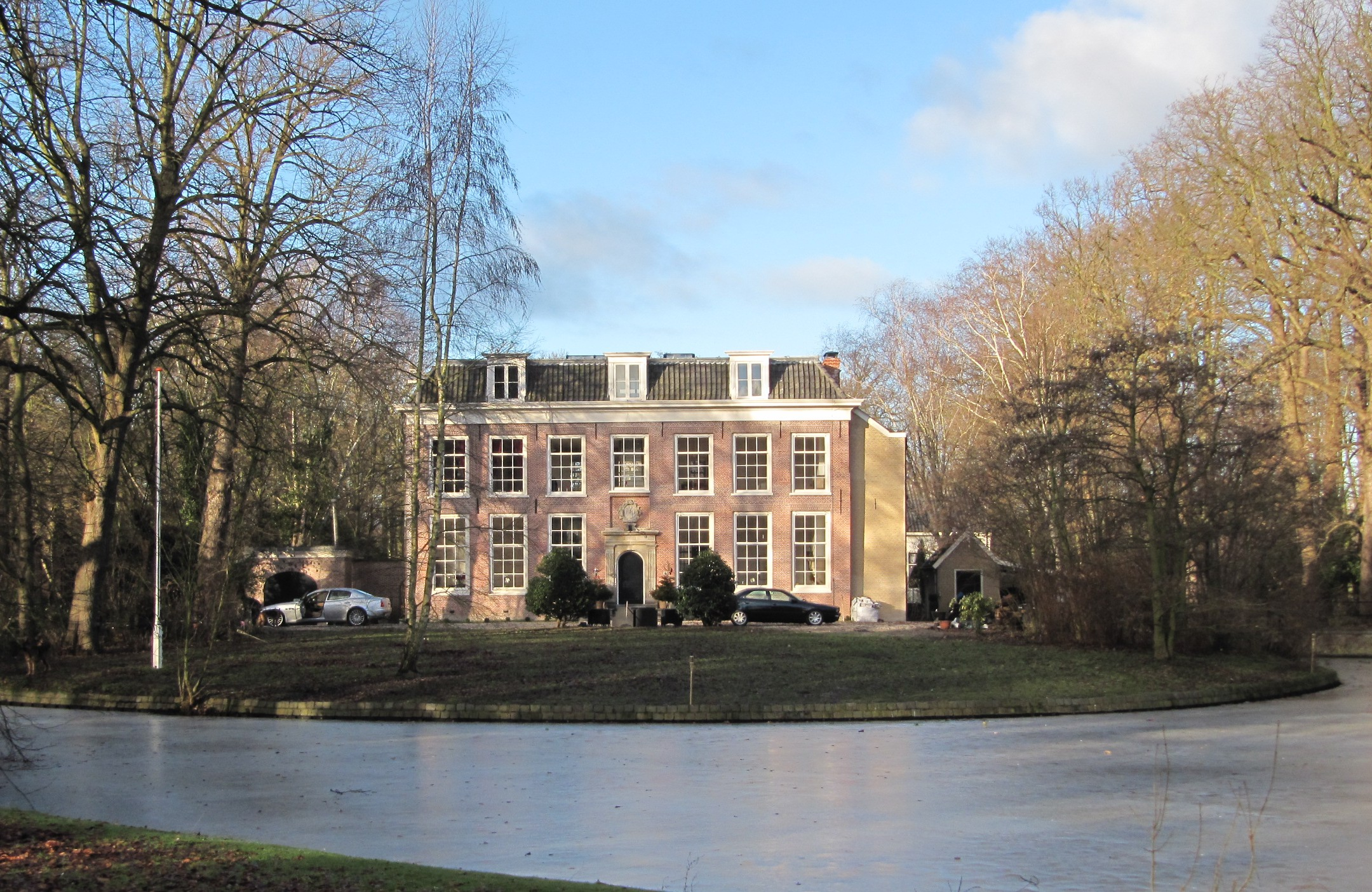
Landhuis Overvoorde.

Während der Besatzung der Niederlande in der NS-Zeit entstand auf dem Landgut Overvoorde in Rijswijk ein Stützpunkt mit 35 Bunkern. Das Herrenhaus diente als Offiziersquartier. Die Bunkeranlage wurde auf dem Landgut Overvoorde gebaut, weil Siemens an dieser Stelle in den 1930er Jahren für die niederländische PPT einen internationalen Telefonanschluss angelegt hatte. Außerdem spielte die geographische Nähe zu England und die damals sehr abgelegene Lage des Landguts eine Rolle. Die meisten deutschen Bunker wurden nach Standards gebaut und in verschiedene Typen eingeteilt. Heute sind noch sechs Küver 413 Bunker erhalten, (Küver bedeutet Küstenverteidigung). Der Typ 413 auf dem Landgut Overvoorde unterscheidet sich vom Standardtyp 413 und heißt daher 413a. In diesem Küver konnten neun Männer unterkommen. Dieser Bunkertyp ist einzigartig in den Niederlanden. Auch der größte Bunker in Overvoorde ist ein einzigartiges Gebäude: Es hat 2,5 Meter dicke Mauern, ein Dach aus Stahlbeton und misst 39 × 12 Meter. Dieser Bunker war ein SK-Bunker (Sonderkonstruktion). Er war so ausgestattet, dass Radio-, Telefon- und Telegrafensignale abgehört werden konnten und diente als Kommunikationsstation. Es gab fünf große Antennen, die zwischen 1940 und 1943 als Radiokompass (Adcock-Antenne) dienten. In erster Linie wurde der Funkverkehr der Anti-Hitler-Koalition von und nach England abgehört. In den späteren Kriegsjahren wurde der Radiokompass genutzt, um deutsche Kampfflugzeuge unter anderem vom Militärflugplatz Deelen aufsteigen zu lassen. Sie sollten die alliierten Bomber abfangen. 1944 evakuierte die Luftwaffe die Bunkeranlage und verließ das Gelände.
Die Luftwaffe nutzte die 7 Bunker des Komplexes im Laufe der Kriegsjahre für die 10. Kompanie Luftnachrichten-Funk-Horch (1940–1941), die 4.Kompanie/Luftnachrichten-Funk-Horch-Regiment West (1942–1944) und 1943/1944 nutzte auch die Waffen-SS den Standort als Quartiermeisterabteilung (Stützpunkt XLVIII Qu.Abt.Waffen SS).

### Verfall in den Nachkriegsjahren

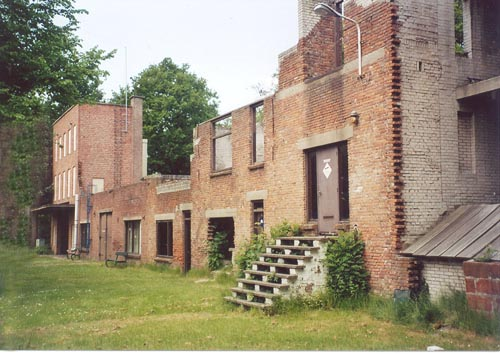
Übungsruinen in Overvoorde, Rijswijk

Nach dem Krieg verfiel der Komplex. Ein paar Bunker wurden für die Jugendarbeit verwendet oder für die Champignonzucht. 1953 wurden viele Bunker geräumt, heute sind nur noch zehn übrig: 6 Personalbunker vom Typ Küver 413 variant, ein Toiletten- und Duschgebäude, ein Küchen- und Kantinengebäude, eine Garage und mindestens zwei teilweise erhaltene Tobruks (kleiner Einpersonenbunker mit Platz für ein Maschinengewehr).

### Bescherming Bevolking
Im Kalten Krieg wurden die Bunker von 1952 bis 1987 von einem Kommandoposten der „Bescherming Bevolking“ (Bevölkerungsschutz) genutzt. 1969 wurde neben dem deutschen SK-Bunker ein neuer Bunker gebaut, der Schutz vor atomarer Strahlung bot. Der Komplex bestand damals aus zwei unterirdischen Kommandoposten, einer Ruine und einer Lehrunterkunft. Ein Teil der Ruine wurde als Übungsgelände genutzt. Nach der Auflösung des BB (Bescherming Bevolking) im Jahr 1986 wurde das Gelände der Feuerwehr Haaglanden übertragen, die den Standort für Übungen nutzte.

### Museum Bescherming Bevolking
2000 wurde die Stiftung NCBB (Nationale Collectie Bescherming Bevolking) gegründet. Die Stiftung stellte den ursprünglichen Zustand des BB-Kommandopostens wieder her und machte den Komplex, einschließlich der von den Deutschen gebauten Bunker, für Besucher zugänglich.
2014 fusionierte die NCBB-Stiftung mit dem NVI (Nederlands Veiligheidsinstituut, im Deutschen Niederländisches Sicherheitsinstitut) und das Museum wurde unter dem Namen „Museum Bescherming Bevolking“ MBB weitergeführt. 2016 bekam das Museum im Rahmen der European Heritage Days den Denkmalpreis 2016 von der Gemeinde Rijswijk.
Die Kantine/Küche wurde von der MBB-Stiftung restauriert und als Museum eingerichtet. Hier können sich die Besucher einen Eindruck von der Zeit des Kalten Krieges und den Aufgaben des Bevölkerungsschutzes verschaffen. Es gibt auch einen kleinen Konferenzraum im Museum, er kann für Vorträge oder Gruppenempfänge angemietet werden. Das Museum wurde am 7. April 2018 offiziell eröffnet.